# Apallates nigricoxa
Apallates nigricoxa är en tvåvingeart som först beskrevs av Malloch 1913.  Apallates nigricoxa ingår i släktet Apallates och familjen fritflugor. Inga underarter finns listade i Catalogue of Life.